# Leandra Columberg
Leandra Columberg (* 1999 in Zürich) ist eine Schweizer Politikerin (SP/JUSO) aus Dübendorf. Bei den Kantonsratwahlen 2019 wurde sie als jüngstes Mitglied der Geschichte in den Zürcher Kantonsrat gewählt. Von 2018 bis 2021 war sie Präsidentin der Jungsozialist*innen Zürich Oberland.

## Tätigkeit als Kantonsrätin
Leandra Columberg kandidierte am 24. März 2019 auf dem vierten Platz der SP-Liste im Bezirk Uster. Mit 4466 Stimmen erreichte sie bei der Wahl innerhalb der Liste den dritten Rang, womit ihr die direkte Wahl in den Kantonsrat gelang. Am 6. Mai 2019 wurde sie an der konstituierenden Sitzung des Kantonsrates vereidigt, als jüngstes Ratsmitglied durfte sie dabei die Eröffnungsrede halten. Columberg ist Mitglied der SP-Fraktion sowie der Geschäftsprüfungskommission (GPK).
Ihren ersten Vorstoss reichte sie am 3. Juni 2019 ein. In Form einer Interpellation forderte sie die Erhebung von LGBTI-feindlichen Aggressionen im Kanton Zürich.

## Politik
Politisiert wurde Columberg laut eigenen Angaben während einem Auslandsaufenthalt in den USA sowie aufgrund der Durchsetzungsinitiative der SVP. Im Alter von 17 Jahren trat sie der JUSO Zürich Oberland bei, in der sie sich bereits nach kurzer Zeit im Vorstand engagierte und nach ca. einem Jahr das Präsidium übernahm. Von 2018 bis 2022 war sie zudem Mitglied des Vorstands der SP Dübendorf. Im Mai 2019 wurde sie als Kandidatin der JUSO Kanton Zürich für die Nationalratswahlen 2019 nominiert. Seit dem 20. Februar 2021 ist sie in der Geschäftsleitung der JUSO Schweiz.

## Sonstiges
Columberg wuchs in Dübendorf auf und besuchte von 2012 bis 2018 die Kantonsschule Uster. Sie arbeitet als Campaignerin bei der SP Kanton Zürich. Im Herbst 2019 hat sie ein Studium der Rechtswissenschaften an der Universität Zürich begonnen.